# Ernesto Vilches
Ernesto de Vilches y Domínguez de Alcahúd (Tarragona, 6 de febrero de 1879-Barcelona, 7 de diciembre de 1954) fue un artista, director de teatro y actor español. Desarrolló su actividad en España, Argentina, México y otros países de Hispanoamérica, tuvo su propia compañía y fue uno de los primeros actores españoles en Hollywood.

## Biografía

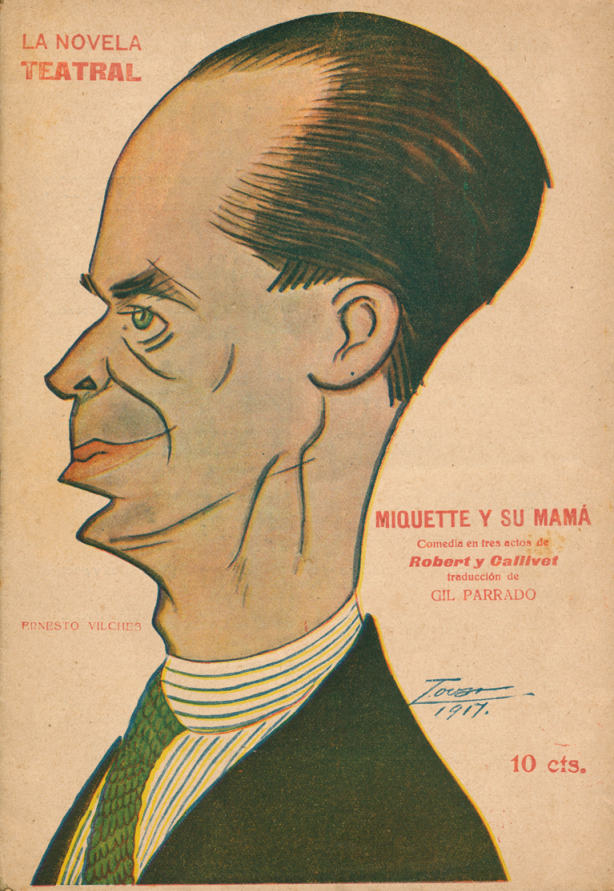
Caricaturizado por Tovar (1917).

Era hijo de Ernesto de Vilches y Marín, heraldista que tuvo el cargo de rey de armas de España. Tras estudiar Derecho y dedicarse a actividades comerciales, se inclinó por el teatro y empezó su carrera formando parte de la Compañía de María Guerrero como galán joven, alcanzando su primer gran éxito sobre los escenarios en la obra La noche del sábado, estrenada en el Teatro Español de Madrid.
De su trabajo sobre las tablas, cabe destacar: La escuela de las princesas (1909) y La Malquerida (1913), de Jacinto Benavente, Las de Caín (1908) y El centenario (1909), ambas de los Hermanos Álvarez Quintero, Mi papá (1910), Genio y figura (1910) y La primera conquista, las tres de Carlos Arniches, Mamá (1913), de Gregorio Martínez Sierra, El retablo de Agrellano (1913), Cuando florezcan los rosales (1913), las dos últimas de Eduardo Marquina, La fuerza del mal (1914), de Manuel Linares Rivas y La tía de Carlos (1916), de Brandon Thomas. Tras varios éxitos teatrales, en 1909 montó su propia compañía, instalándose más tarde en el Teatro Infanta Beatriz, donde estrenó piezas como El amigo Teddy, El eterno Don Juan, Juventud de príncipe o Sangre de artista, casi siempre formando pareja artística con Irene López de Heredia. Tuvo cuatro hijos (Paz, Sara, Ernesto y Marisa) con Josephine Valentine Matthew, quienes a raíz de la Guerra civil española emigraron a México en 1939. Benavente escribió para él la comedia en dos actos, El automóvil.

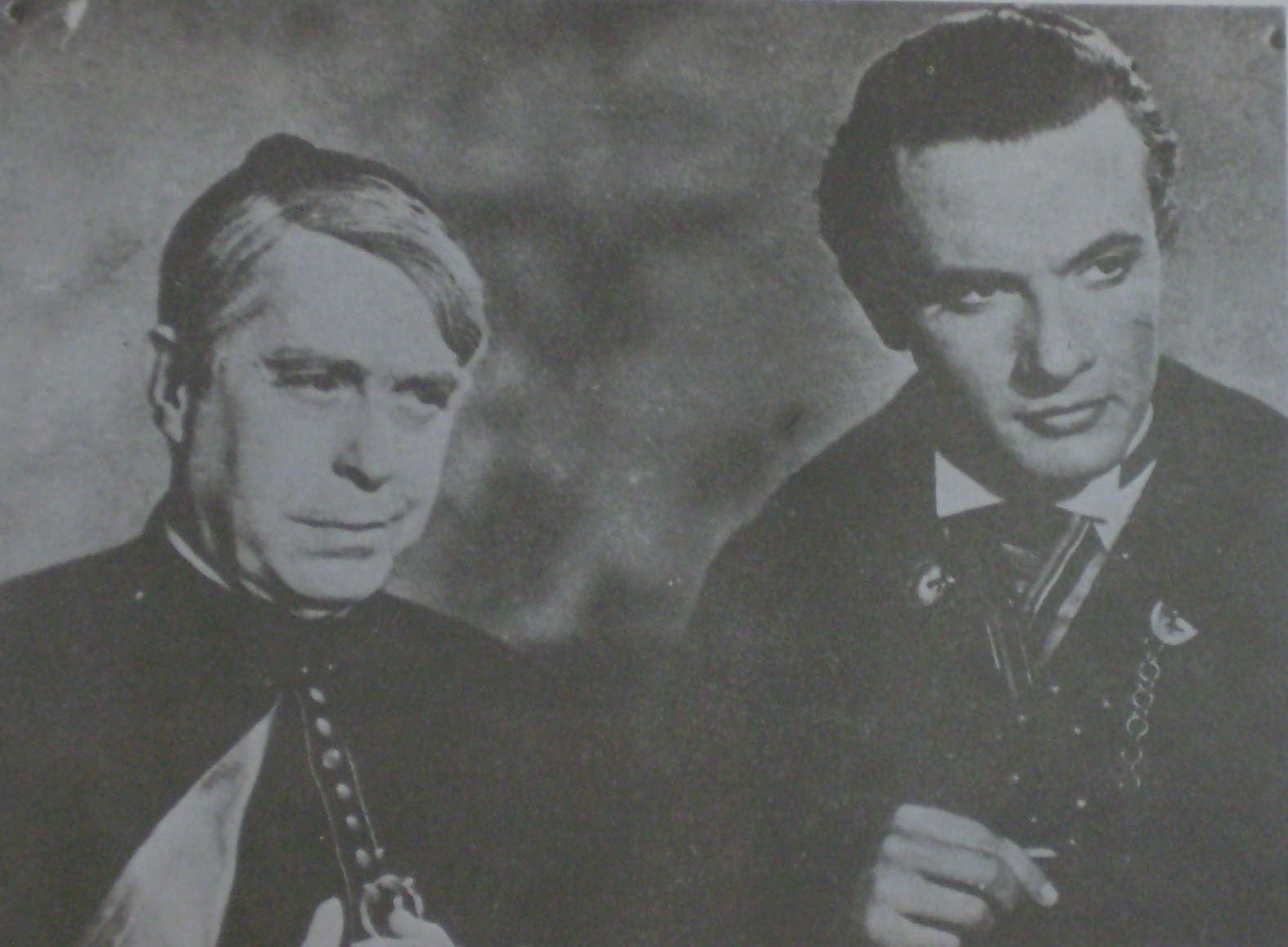
Vilches junto a Passano (a la derecha).

Pionero del cine en España, debutó con Aventura de Pepín en el año 1909, película a la que seguiría otro título destacado en la etapa del cine mudo: El Golfo (1917). Posteriormente, ya a partir de la década de 1930, trabajó en el cine argentino y mexicano. La Academia de Artes y Ciencias Cinematográficas de la Argentina le otorgó el premio Cóndor Académico al mejor actor de reparto de 1942 por su actuación en Su primer baile y también actuó en la película Los ojos más lindos del mundo de 1943 dirigido por Luis Saslavsky. Recibió la Encomienda de Isabel La Católica y la medalla de Alfonso X El Sabio.
Falleció en Barcelona en 1954, atropellado por un automóvil.

## Filmografía parcial
Intérprete
- Así te deseo (1948)
- La cumparsita (1947)
- El que recibe las bofetadas (1947)
- Rosa de América (1946)
- La dama duende (1945)
- La casa está vacía (1945)
- Villa Rica del Espíritu Santo (1945)
- Centauros del pasado (1944)
- Siete mujeres (1944)
- Juvenilia (1943)
- El sillón y la gran duquesa (1943) dir. Carlos Schlieper
- Los ojos más lindos del mundo (1943) dir. Luis Saslavsky
- Punto negro (1943)
- Ceniza al viento (1942)
- En el viejo Buenos Aires (1942)
- Su primer baile (1942)
- Embrujo (1941)
- Último refugio (1941)

Director
- Una prueba de Cariño (1938)
- El ciento trece (1935)
- El comediante (1931)

Guionista
- El ciento trece (1935)
- El comediante (1931)
- El golfo (1917)